# Fúlvia (delatora)
Fúlvia (en llatí Fulvia) era una dama romana d'alt rang, però de baixa moralitat. Va viure aparellada amb Quint Curi ("erat ei cum Fulvia, muliere nobili, stupri vetus consuetudo" diu Sal·lusti). Curi va ser un còmplice de Catilina, i li va revelar la conspiració. Ella li exigia extravagàncies que Curi no podia complir i com a revenja Fúlvia va revelar la conjuració a Ciceró, i gràcies a això aquest la va poder denunciar i desmuntar.